# Рудольф Вацек
Рудольф Вацек (пол. Rudolf Wacek, нар. 1883, Старий Витків (пол. Witków Stary) — пом.1956) — професор львівської гімназії, спортивний організатор, письменник-публіцист, багаторічний президент футбольного клубу «Погонь» (Львів), після 1945 засновник «Полонії» (Битом); керівник спортивної редакції радіостанції у Львові; мешканець Львова початку 1900-х років, ентузіаст спорту, перший велотурист. Автор багатьох книг, зокрема «Do Anglji i Norwegji rowerem», «Rowerem po Europie», «W polskich kniejach», «Wspomnienia sportowe».
|                                                       | Це був мешканець Львова, німецького походження. І він був взагалі великим ентузіастом спорту, займався футболом, розвивав регбі і багато мандрував. |
| — Віктор Загреба, координатор велофестивалю у Яремче, | |